# Небваві
Небваві (*XV ст. до н. е.) — давньоєгипетський діяч XVIII династії, верховний жрець Осіріса в Абідосі за володарювання фараона Тутмоса III. Є першим відомим посадовцем, що обіймав цю посаду.

## Життєпис
Походив з місцевої знаті. Розпочав кар'єру за правління Хатшепсут. Спочатку був жерцем, що відповідав за вшанування культу фараона Яхмоса I, засновника династії. Потім брав участь у військових кампаніях, є згадка про звитягу Небваві за придушення повстання в Куші або на Синаї.
Продовжив просуватися державними щаблями за самостійного володарювання Тутмоса III. був радником фараона, входив до царської ради. Напочатку 1440-х років до н. е. стає верховним жерцем Осіріса.
Відомі 3 стели, одна з яких зберігається у Британському музеї, а 2 інші — в Каїрському музеї. Помер десь наприкінці правління Тутмоса III. Поховано в некрополі Абідоса.